# Canal 9 (México)
Canal 9 (estilizado como NU9VE y anteriormente conocido como Galavisión y Gala TV) es un canal de televisión abierta mexicano propiedad de TelevisaUnivision. Su estación principal es XEQ-TDT, ubicada en la Ciudad de México.
Su programación es generalista y está compuesta principalmente de programas del archivo de Televisa, películas del cine mexicano, eventos deportivos y telenovelas latinoamericanas, tanto nacionales como internacionales, principalmente de las cadenas estadounidenses, Univision y Telemundo. También presenta programas de entretenimiento de producción local y producciones de Univision y Telemundo.

## Historia

### Origen (1990-2001)
Canal 9 tiene su origen en la estación XEQ-TV canal 9, del Valle de México, la cual es la "continuación" de la estación XHTM-TV canal 8, perteneciente a Grupo Televisa, tras la fusión de Telesistema Mexicano con Televisión Independiente de México. Desde 1983, la programación de la estación era de carácter cultural, sin anuncios comerciales. Fue hasta el 19 de noviembre de 1990 cuando se abandona este proyecto de televisión cultural y se opta por una programación comercial, la cual consistía en gran parte de producciones de los archivos de Televisa, principalmente, series cómicas, destacando El Show de los Polivoces, La carabina de Ambrosio, Chiquilladas, entre otros. También se presentan programas de ámbito local para el Valle de México, destacando el festival musical semanal Mi Barrio y el regreso a la televisión mexicana de la lucha libre desde la Arena Coliseo.
En 1993, durante la gestión de Carlos Salinas de Gortari como presidente de México, Televisa, a través de la filial, Radio Televisora de México Norte, S.A. de C.V., obtuvo la concesión para 62 nuevas estaciones, a la par de la licitación de lo que hoy es conocido como Televisión Azteca. Sin embargo, se denunció en su momento que esta concesión no se dio de manera transparente, por ejemplo, no se realizó una licitación pública. Si bien, en un principio, se utilizaría esta red de 62 estaciones para aumentar la cobertura de Canal 9, las estaciones se destinaron, en su mayoría, para la retransmisión de Canal 5. Algunas de esas estaciones también se destinaron para ampliar la cobertura de El Canal de las Estrellas (hoy Las Estrellas).

#### Canal 9 Milenio (1999-2000)
Del 27 de diciembre de 1999 al 9 de enero del 2000, conmemorando el L Aniversario de la Televisión Mexicana y el "inicio" del nuevo milenio (aunque, de manera incorrecta, ya que el milenio inició realmente en 2001); el canal fue rebautizado temporalmente como Canal 9 Milenio. Durante este periodo, se retransmitieron, por única ocasión, programas de la "videoteca" de Televisa producidos entre 1950 y 1990 de manera íntegra, es decir, a diferencia de la programación habitual que era similar, se transmitieron con los patrocinios y cortinillas originales, sin ediciones de ningún tipo. 
Al terminar esta "celebración", se comenzó a desplazar la programación "clásica" y aumentó la transmisión de programas de la cadena Univision.

### Galavisión (2001-2013)
El 20 de mayo de 2001, el Canal 9 se identifica como Galavisión, cambiando su logotipo y aumentando la programación de origen extranjero y, en cierta forma, unificándose en programación y nombre con la cadena Galavisión en Estados Unidos, propiedad de Univisión, televisora con la cual Televisa había tenido muy buenas relaciones en aquel momento. También se inició la expansión de la señal al interior del país aunque de manera parcial; parte de la programación se transmitiría a través de los canales de la red de Televisa Regional y algunas estaciones locales independientes se afiliaron a la señal.
Años más tarde, la programación de las cadenas Univision y Telemundo y producción nueva (principalmente emanada de la producción de Televisa Networks), desplazaron casi por completo la programación clásica que había caracterizado al canal durante varios años.

### Gala TV (2013-2018)
El 15 de abril de 2013 cambió de nombre por Gala TV, para incluir programas de otras áreas de la televisora a la que pertenece y para estandarizar las transmisiones con sus afiliadas regionales. Sin embargo, cabe mencionar que, debido a que desde 2008, Televisa tenía convenios comerciales importantes con Telemundo, televisora rival de Univisión; Televisa rompió de manera sustancial sus relaciones comerciales con Univisión, propietaria de la cadena Galavisión original, siendo esto un motivo para el cambio de nombre.
En 2017, Gala TV se presentaba como una opción alternativa a Las Estrellas para una audiencia general, contrario a Canal 5, el cual va dirigido a una audiencia infantil y juvenil. Aprovechando la tecnología de multiplexación de canales de la TDT en el sistema ATSC, Televisa solicitó al IFT, el acceso a la multiprogramación en varias estaciones propiedad directa de la empresa a lo largo de la República Mexicana para retransmitir la señal de Gala TV. Debido a esto, algunos canales de Televisa Regional han adoptado identidades propias y otras estaciones locales independientes han abandonado la filiación con el canal. Tras el lanzamiento de a+ de TV Azteca, Gala TV se proyectaba para ser una cadena similar a nivel nacional, utilizando también la multiprogramación; para este objetivo, se producirían nuevos programas como Buenas Vibras, un talk show que competiría contra la emisión Enamorándonos de TV Azteca. Tras la mala aceptación que tuvo el programa, lo que causó su cancelación a solo 2 meses de su estreno, Gala TV continuó con su temática de programación habitual y la expansión de la cadena se detuvo aparentemente, Televisa comenzó a solicitar más accesos para multiprogramación para el canal Foro TV pero ya no para Gala TV. Sin embargo, varias estaciones que utilizaban el nombre de Gala TV pero que tenían un canal virtual distinto al 9, cambian su canal virtual a 9.1.

### Canal Nueve (2018-actualidad)
Desde el mes de mayo de 2018, comienzan a emitirse promocionales anunciando un cambio de imagen de Gala TV, llamándolo "El 9". Posteriormente, se anunció por redes sociales, el estreno de varios programas de las llamadas "Súper Series" producidos por Telemundo, y la fecha para este cambio de imagen, que sería el 18 de junio de 2018. Tiempo después se anunciaría un cambio de fecha, esta vez para el 25 de junio, y el estreno del programa de espectáculos, "Intrusos", liderado por Juan José Origel. Finalmente, se daría otro retraso, esta vez para el 9 de julio de 2018, fecha que se fija definitivamente para el cambio de imagen.
El canal Nueve (estilizado como «NU9VE») mantiene la temática que ha tenido desde su época como Galavisión, siendo su programación principal las telenovelas o "súper series" producidas por Telemundo, tales como Mariposa de barrio o El Chema. También se mantienen las series de la videoteca de Televisa como la comedia de situación, Vecinos, el programa de concursos, 100 mexicanos dijieron —versión mexicana de Family Feud—, y la telenovela Clase 406. Además de estos programas, se estrena el programa de espectáculos "Intrusos", un resumen del programa matutino Despierta América de Univisión, programas y/o reality shows de Discovery ID, Home & Health, y una barra de programación del canal U de Televisa Networks.

## Retransmisión de la señal
La señal de Canal Nueve está disponible en distintas estaciones a lo largo de México de distintas formas:
- Estaciones que transmiten la programación en su totalidad, ya sea como canal principal o como multiprogramación.[20]
- Estaciones locales de la red Televisa Regional que utilizan el nombre Nueve pero bloquean parte de la programación con producción local.
- Estaciones de la red Televisa Regional que no utilizan el nombre comercial «Nueve» pero que se enlazan con el canal en diversos horarios y programas.
- Estaciones independientes afiliadas (hasta septiembre de 2020).

Por disposición oficial, el canal virtual asignado de manera regional para esta cadena es el 9.1, con la excepción de aquellas estaciones en las que el canal 9.1 está siendo utilizado por otra estación. En estos casos, se han asignado canales provisionales. El canal virtual signado no necesariamente aplica para estaciones afiliadas.

### Red de Canal Nueve (Concesionada a Teleimagen del Noroeste, S.A. de C.V. de Grupo Televisa)
| Distintivo | Canal digital | Poblaciones obligatorias a servir                                                                       | Programación local | Notas                                                |
| ---------- | ------------- | --- | ------------------ | ---------------------------------------------------- |
| XEQ-TDT    | 22            | Ciudad de México y área metropolitana.                                                                  | No                 |                                                      |
| XEQ-TDT    | 22            | Toluca y Metepec, Estado de México.                                                                     | No                 |                                                      |
| XHAGU-TDT  | 32            | Aguascalientes, Aguascalientes.                                                                         | Sí                 | Nueve Aguascalientes                                 |
| XHMEE-TDT  | 15            | Mexicali, Baja California.                                                                              | No                 | Utiliza el canal 10.1 virtual                        |
| XHPN-TDT   | 20            | Piedras Negras, Coahuila.                                                                               | Sí                 | Nueve Piedras Negras                                 |
| XHAE-TDT   | 24            | Saltillo, Coahuila.                                                                                     | Sí                 | Nueve Saltillo                                       |
| XHTOB-TDT  | 26            | Torreón, Coahuila.                                                                                      | Sí                 | Nueve Laguna                                         |
| XHCKW-TDT  | 26            | Colima, Colima.                                                                                         | No                 |                                                      |
| XHMAW-TDT  | 36            | Manzanillo, Colima.                                                                                     | No                 |                                                      |
| XHACZ-TDT  | 22            | Acapulco, Guerrero.                                                                                     | No                 |                                                      |
| XEWO-TDT   | 26            | Guadalajara y área metropolitana, Jalisco.                                                              | No                 | Concesionada a Televisora de Occidente, S.A. de C.V. |
| XHATZ-TDT  | 16            | Altzomoni, Estado de México. Pachuca, Hidalgo. Puebla, Puebla. Cuernavaca, Morelos. Tlaxcala, Tlaxcala. | No                 |                                                      |
| XHCUM-TDT  | 28            | Cuernavaca, Morelos.                                                                                    | No                 |                                                      |
| XHMOY-TDT  | 32            | Monterrey y área metropolitana, Nuevo León.                                                             | No                 |                                                      |
| XHQCZ-TDT  | 18            | Querétaro, Querétaro.                                                                                   | Sí                 | Nueve Querétaro                                      |
| XHHMA-TDT  | 31            | Hermosillo, Sonora.                                                                                     | No                 |                                                      |
| XHCVI-TDT  | 26            | Ciudad Victoria, Tamaulipas.                                                                            | Sí                 | Nueve Cd. Victoria                                   |
| XHCLV-TDT  | 34            | Xalapa (Las Lajas), Veracruz.                                                                           | No                 |                                                      |
| XHZAT-TDT  | 19            | Zacatecas, Zacatecas.                                                                                   | Sí                 | Nueve Zacatecas                                      |

### Estaciones de Grupo Televisa con Nueve como multiprogramación
| Distintivo | Canal digital | Canal virtual | Población                                     |
| ---------- | ------------- | ------------- | --------------------------------------------- |
| XETV-TDT   | 23            | 16.1          | Tijuana, Baja California.                     |
| XHLPB-TDT  | 29            | 9.1           | La Paz, Baja California Sur.                  |
| XHAN-TDT   | 22            | 9.1           | Campeche, Campeche.                           |
| XHCZC-TDT  | 22            | 9.1           | Comitán de Domínguez, Chiapas.                |
| XHSNC-TDT  | 17            | 9.1           | San Cristóbal de las Casas, Chiapas.          |
| XHTAH-TDT  | 34            | 9.1           | Tapachula, Chiapas.                           |
| XHTUA-TDT  | 29            | 9.1           | Tuxtla Gutiérrez, Chiapas.                    |
| XHCHZ-TDT  | 24            | 9.1           | Chihuahua, Chihuahua.                         |
| XHJUB-TDT  | 33            | 10.1          | Ciudad Juárez, Chihuahua.                     |
| XHDUH-TDT  | 17            | 13.1          | Durango, Durango.                             |
| XHCHN-TDT  | 34            | 9.1           | Chilpancingo, Guerrero.                       |
| XHL-TDT    | 23            | 9.1           | León, Guanajuato.                             |
| XHOXO-TDT  | 34            | 8.1           | Oaxaca, Oaxaca.                               |
| XHMOW-TDT  | 29            | 9.1           | Morelia, Michoacán.                           |
| XHZAM-TDT  | 25            | 9.1           | Zamora, Michoacán.                            |
| XHTFL-TDT  | 33            | 9.1           | Tepic, Nayarit.                               |
| XHQRO-TDT  | 27            | 9.1           | Cancún, Quintana Roo.                         |
| XHCQR-TDT  | 29            | 9.1           | Chetumal, Quintana Roo.                       |
| XHCOQ-TDT  | 30            | 9.1           | Cozumel, Quintana Roo.                        |
| XHSLT-TDT  | 34            | 8.1           | San Luis Potosí y Río Verde, San Luis Potosí. |
| XHCUI-TDT  | 24            | 9.1           | Culiacán, Sinaloa.                            |
| XHLMI-TDT  | 29            | 9.1           | Los Mochis, Sinaloa.                          |
| XHMAF-TDT  | 28            | 9.1           | Mazatlán, Sinaloa.                            |
| XHCDO-TDT  | 36            | 9.1           | Cd. Obregón, Sonora.                          |
| XHVIZ-TDT  | 32            | 9.1           | Villahermosa, Tabasco.                        |
| XHTPZ-TDT  | 16            | 9.1           | Tampico, Tamaulipas.                          |
| XHCOV-TDT  | 27            | 9.1           | Coatzacoalcos, Veracruz.                      |
| XHMEN-TDT  | 35            | 9.1           | Mérida, Yucatán.                              |

### Histórico de estaciones afiliadas
| Distintivo | Poblaciones obligatorias a servir    | Notas |
| ---------- | ------------------------------------ | --- |
| XHK-TV     | La Paz, Baja California Sur.         | Propiedad de Televisión La Paz, S.A., anteriormente emitía programación de Gala TV. Actualmente la estación salió del aire con el apagón analógico el 31 de diciembre de 2015 debido a los problemas financieros de la empresa.            |
| XHA-TDT    | Durango, Durango.                    | Propiedad de TV Diez Durango, anteriormente emitía programación de Gala TV. |
| XHLGG-TDT  | León, Guanajuato.                    | Estación de Multimedios Televisión. Retransmitió las señales de Milenio Televisión y Gala TV en ciertos horarios sin bloquear los spots de identificación.                                                                                 |
| XHTVL-TDT  | Villahermosa, Tabasco.               | Parte de la cadena Canal 13 de Albavisión México (Telsusa), su estación principal es XHTVL-TDT. Retransmitía parte de la programación de Nu9ve.                                                                                            |
| XHTOE-TDT  | Tenosique, Tabasco.                  | Parte de la cadena Canal 13 de Albavisión México (Telsusa), su estación principal es XHTVL-TDT. Retransmitía parte de la programación de Nu9ve.                                                                                            |
| XHDY-TDT   | San Cristóbal de las Casas, Chiapas. | Parte de la cadena Canal 13 de Albavisión México (Telsusa), su estación principal es XHTVL-TDT. Retransmitía parte de la programación de Nu9ve.                                                                                            |
| XHGK-TDT   | Tapachula, Chiapas.                  | Parte de la cadena Canal 13 de Albavisión México (Telsusa), su estación principal es XHTVL-TDT. Retransmitía parte de la programación de Nu9ve.                                                                                            |
| XHCVP-TDT  | Coatzacoalcos, Veracruz.             | Afiliada a Albavisión México. Retransmitía gran parte de la programación de Nu9ve. |
| XHCCU-TDT  | Cancún, Quintana Roo.                | Anteriormente conocidas como Gala TV Cancún y Gala TV Mérida, respectivamente. Estaciones propiedad de SIPSE, quienes aún son socios de Televisa en la concesión de la estación XHTP-TDT.                                                  |
| XHY-TDT    | Mérida, Yucatán.                     | Anteriormente conocidas como Gala TV Cancún y Gala TV Mérida, respectivamente. Estaciones propiedad de SIPSE, quienes aún son socios de Televisa en la concesión de la estación XHTP-TDT.                                                  |
| XHSLV-TDT  | San Luis Potosí, San Luis Potosí.    | Propiedad de Comunicación 2000. Retransmitía parte de la programación de Nu9ve. |
| XHAUC-TDT  | Chihuahua, Chihuahua.                | Concesionada a Telemisión, S.A. de C.V., empresa de Grupo PARAM COM. Fue retransmisora total de Nu9ve hasta el 31 de diciembre de 2018. |
| XHBJ-TDT   | Tijuana, Baja California.            | Perteneciente a Grupo Cadena. Retransmitió gran parte de la programación hasta octubre de 2019. |
| XEJ-TDT    | Ciudad Juárez, Chihuahua.            | Concesionada a Televisión de La Frontera, S.A. de C.V. Retransmitió parte de la programación de Nu9ve en el subcanal principal, hasta octubre de 2019.                                                                                     |
| XHBO-TDT   | Oaxaca de Juárez, Oaxaca.            | Concesionada a Televisora XHBO, S.A. de C.V. Retransmitía gran parte de la programación de Nu9ve hasta el 17 de octubre de 2019. |
| XHVSL-TDT  | Ciudad Valles, San Luis Potosí.      | Propiedad de TV Ocho Retransmitía gran parte de la programación de Nu9ve hasta el 31 de diciembre de 2019. |
| XHFW-TDT   | Tampico, Tamaulipas.                 | Concesionada a Flores y Flores, S. en N.C. de C.V. Retransmitía gran parte de la programación de Nu9ve hasta el 31 de diciembre de 2019.                                                                                                   |
| XHBG-TDT   | Morelia y Uruapan, Michoacán.        | Retransmitía gran parte de la programación de Nu9ve hasta el 31 de diciembre de 2019. La estación fue adquirida por Albavisión México en 2020 y fue incorporada a la cadena de Canal 13 (Telsusa).                                         |
| XEFE-TDT   | Nuevo Laredo, Tamaulipas.            | Concesionada a Ramona Esparza González. Fue retransmisor parcial de Nueve y Foro TV hasta el 31 de junio de 2020. |
| XEDK-TDT   | Guadalajara, Jalisco.                | Propiedad de Corporación Tapatía de Televisión, S.A. de C.V. Tenía un contrato con Televisa para retransmitir íntegramente la señal de XEQ-TDT hasta 2030. Sin embargo, este contrato terminó el 30 de septiembre de 2020.[cita requerida] |